# Rembrandt (Iowa)
Rembrandt es una ciudad ubicada en el condado de Buena Vista en el estado estadounidense de Iowa. En el Censo de 2010 tenía una población de 203 habitantes y una densidad poblacional de 386,1 personas por km².

## Geografía
Rembrandt se encuentra ubicada en las coordenadas 42°49′33″N 95°9′59″O / 42.82583, -95.16639. Según la Oficina del Censo de los Estados Unidos, Rembrandt tiene una superficie total de 0.53 km², de la cual 0.53 km² corresponden a tierra firme y (0%) 0 km² es agua.

## Demografía
Según el censo de 2010, había 203 personas residiendo en Rembrandt. La densidad de población era de 386,1 hab./km². De los 203 habitantes, Rembrandt estaba compuesto por el 97.04% blancos, el 0.49% eran afroamericanos, el 0% eran amerindios, el 0% eran asiáticos, el 0% eran isleños del Pacífico, el 1.48% eran de otras razas y el 0.99% pertenecían a dos o más razas. Del total de la población el 3.94% eran hispanos o latinos de cualquier raza.